# Broken Chair
La Broken Chair (chiamata anche sedia rotta, sedia a tre gambe o sedia gigante)  è una scultura monumentale in legno realizzata dall'artista svizzero Daniel Berset insieme al falegname Louis Genève. Costruito con 5,5 tonnellate di legno ed alta 12 metri, è situata a Ginevra.

## Descrizione

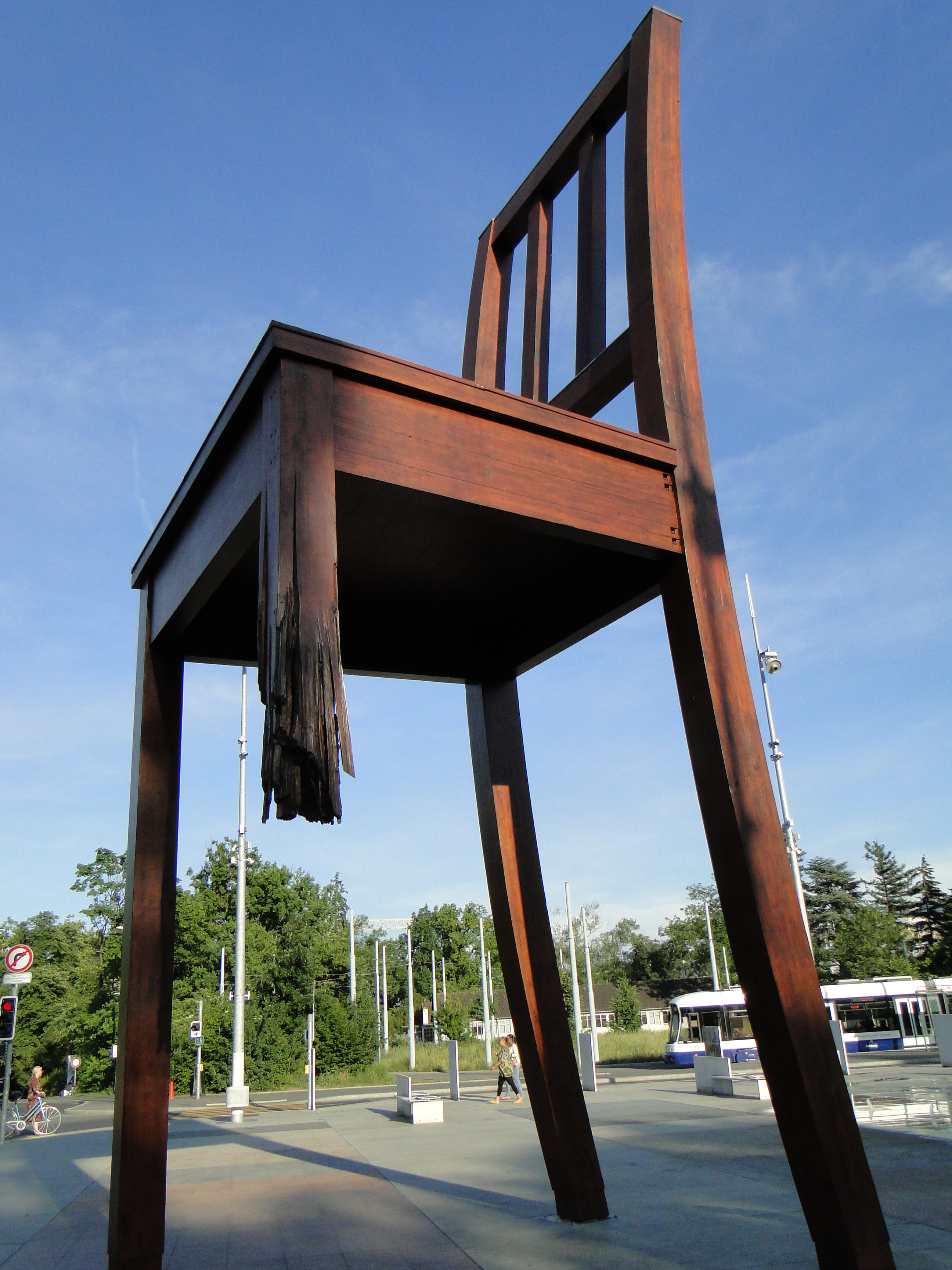
Vista dal basso della sedia

La scultura raffigura una sedia gigante con una gamba rotta e si trova nella piazza di fronte al Palazzo delle Nazioni, a Ginevra. La scultura è dedicata alle vittime delle mine antiuomo e l'assenza di una gamba della sedia simboleggia l'amputazione di un arto dovute alle vittime di guerra; anche il posizionamento della scultura ha un valore simbolico, essendo stato posto nelle vicinanze di un organismo internazionale.

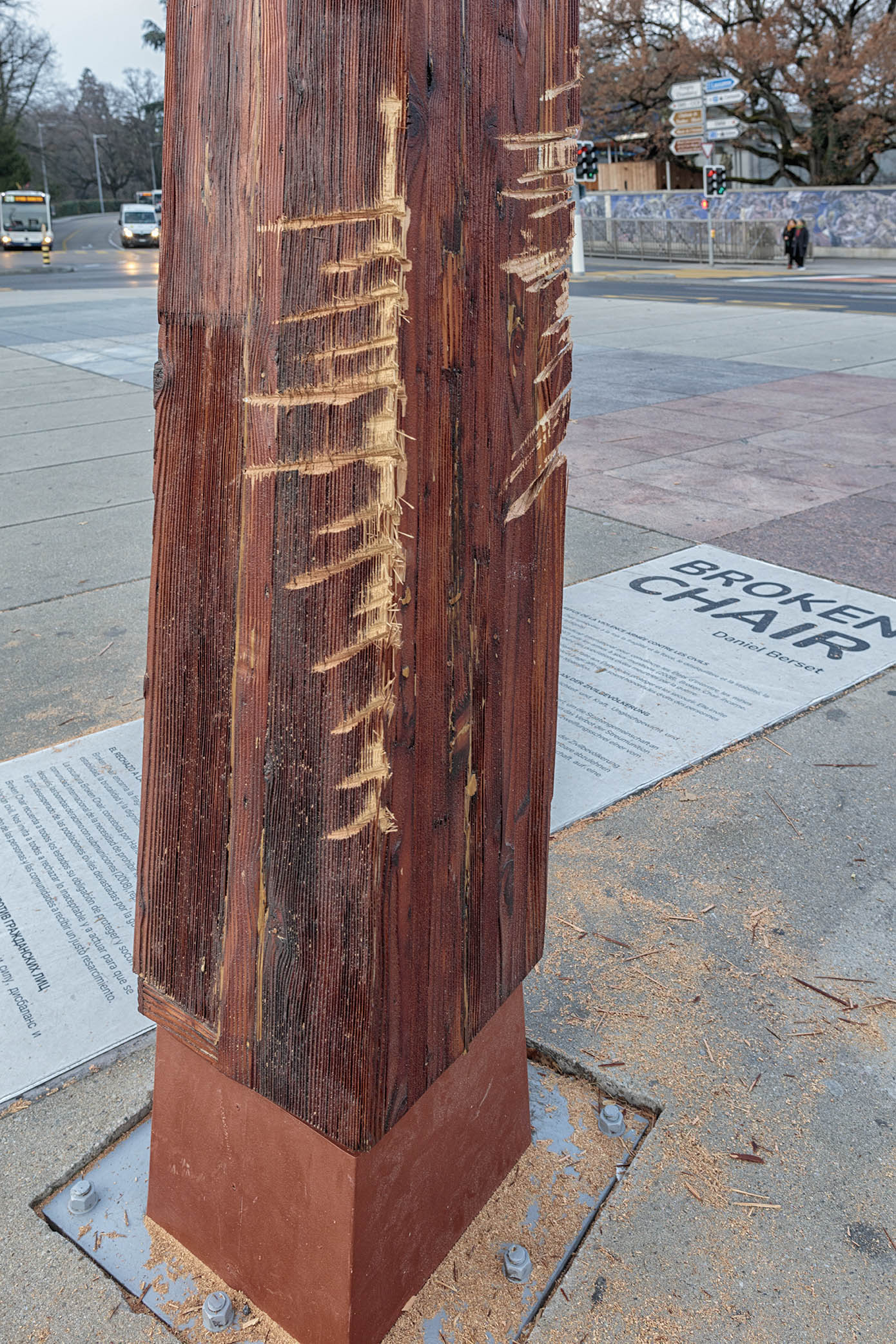
2024, Degrado da parte delle attiviste Femen

## Storia
Broken Chair fu originariamente ideata da Paul Vermeulen , co-fondatore e direttore della Handicap International Suisse. Nell'ottobre 1996 commissionò all'artista una sedia alta oltre 10 metri, con una gamba rotta, da installare sulla Place des Nations a Ginevra. L'obiettivo era quello di sensibilizzare e ottenere il maggior numero possibile di Stati firmatari per il trattato di Ottawa sulle mine antiuomo nel dicembre 1997. La scultura fu eretta dalla Handicap International di fronte all'ingresso principale del Palazzo delle Nazioni di Ginevra il 18 agosto 1997 e inizialmente dove doveva rimanervi temporaneamente per tre mesi, fino alla firma del Trattato di Ottawa nel dicembre 1997. A seguito della ratifica da parte di 40 paesi, il trattato divenne effettivo il 1º marzo 1999.

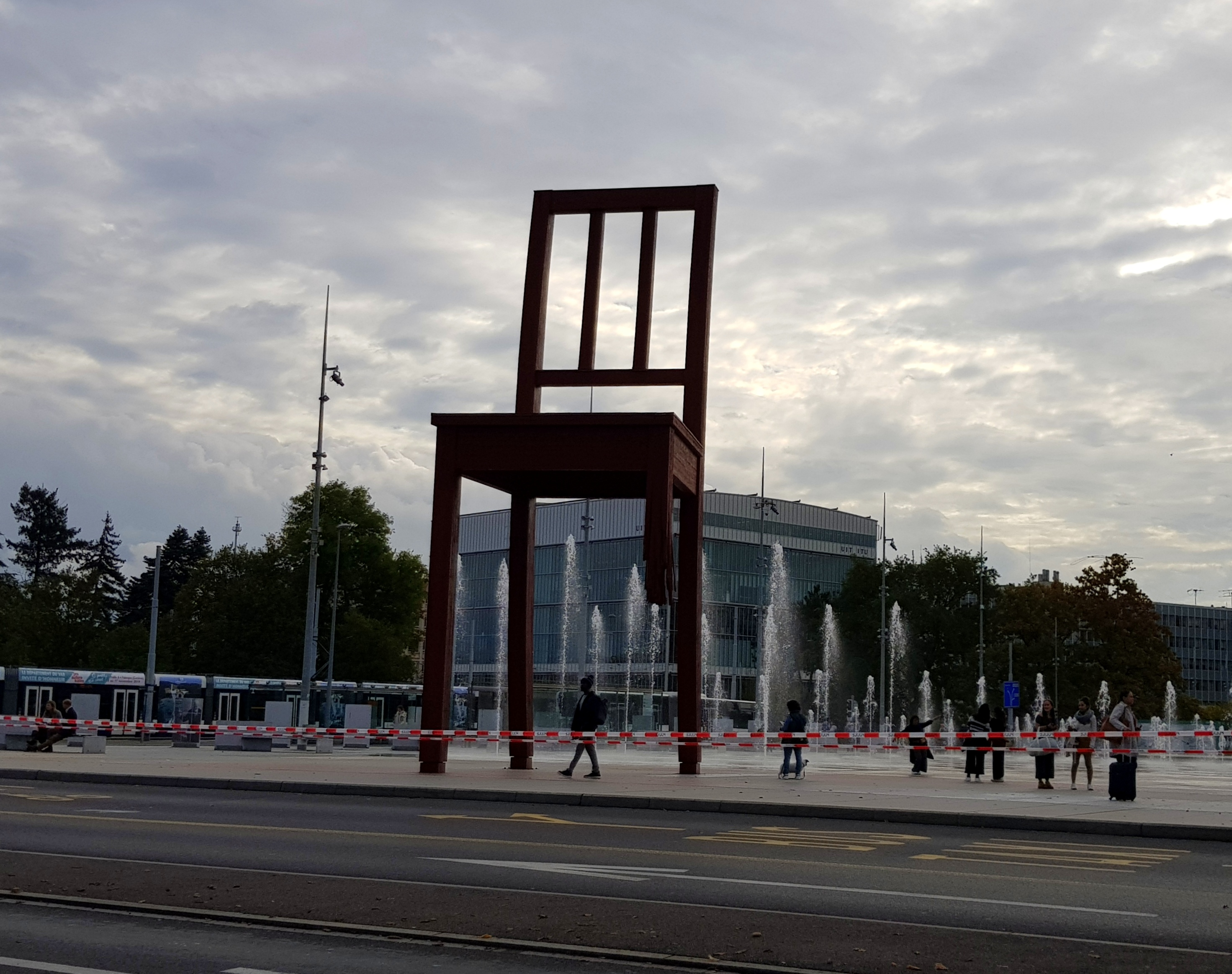
Panoramica della sedia

La mancata firma del trattato da parte di paesi chiave e il forte sostegno pubblico alla scultura hanno fatto sì che rimanesse li fino al 2005, quando è stata rimossa durante i lavori di ristrutturazione della Place des Nations. Dopo il completamento dei lavori, la scultura è stata reinstallata nello stesso posto di fronte all'Ufficio delle Nazioni Unite a Ginevra il 26 febbraio 2007.
La reinstallazione della scultura fu dedicata a sostegno della firma di un trattato internazionale sul divieto delle bombe a grappolo (Convenzione sulle munizioni a grappolo) che è stato firmato a Oslo nel dicembre 2008.

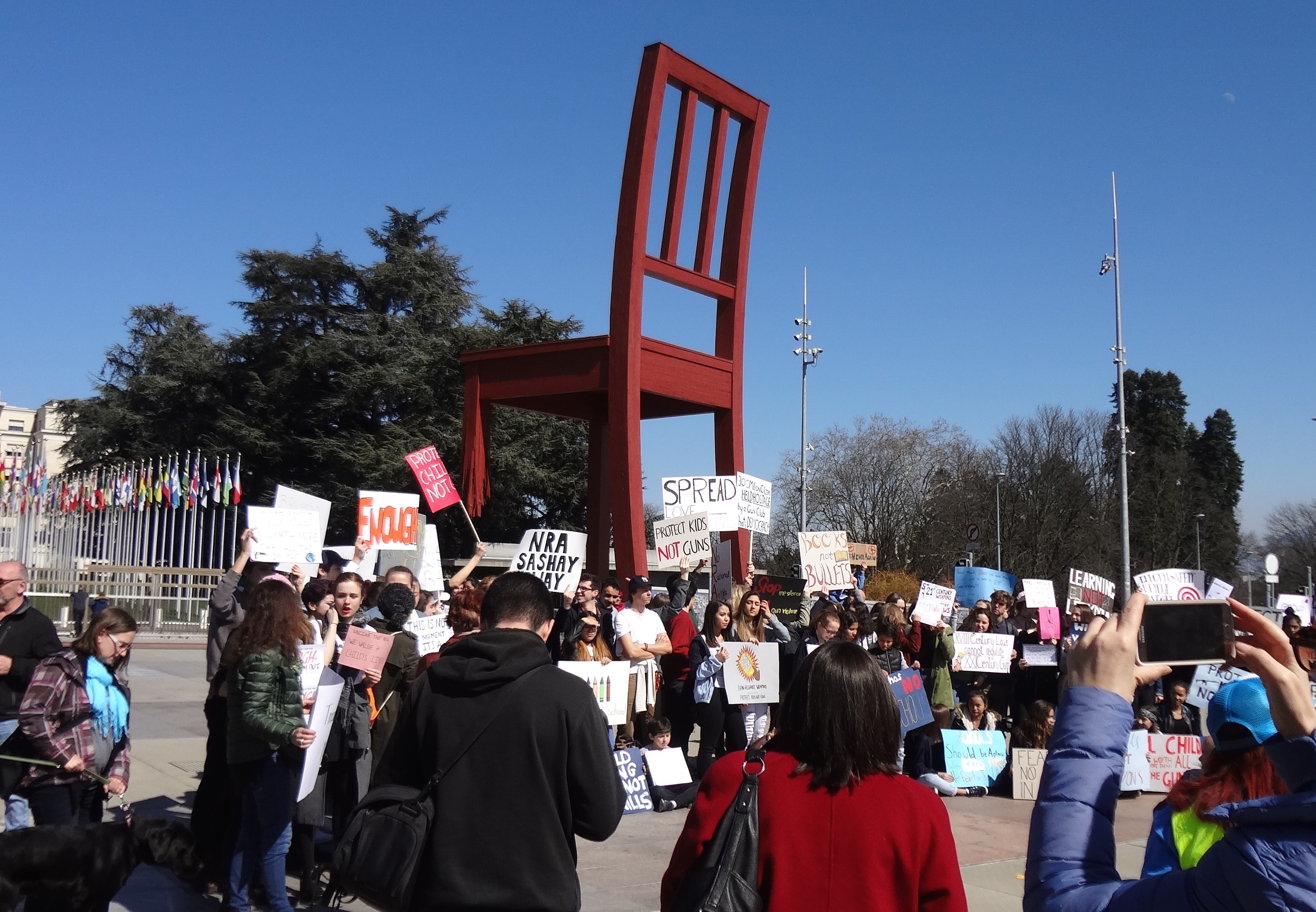
Manifestanti nei pressi della scultura

L'opera fu di proprietà dello scultore fino al 2004, quando trasferì la proprietà a Handicap International.